# Ranunculus aesontinus
Ranunculus aesontinus är en ranunkelväxtart som beskrevs av Sandro Alessandro Pignatti. Ranunculus aesontinus ingår i släktet ranunkler, och familjen ranunkelväxter. Inga underarter finns listade i Catalogue of Life.